# Valeriu Irimescu

a Compétitions nationales et continentales officielles uniquement.

b Matchs officiels uniquement.
Valeriu Irimescu, né le 3 novembre 1940 à Bucarest, est un joueur international roumain et entraîneur de rugby à XV.

## Palmarès

### Comme joueur
Avec le Grivița Roșie
- Champion de Rounanie (6): 1959, 1960, 1962, 1966, 1967, 1970
- Vainqueur de la Coupe d'Europe des clubs champions FIRA : 1964

Avec la Roumanie
- Vainqueur  de la Coupe européenne des nations : 1969

### Comme sélectionneur
- Vainqueur de la Trophée européen FIRA (4): 1975, 1977, 1981, 1983